# Грегг, Данкан
Данкан Смит Грегг (англ. Duncan Smith Gregg; 28 февраля 1910, Ламар, Колорадо — 14 февраля 1989, Беркли, Калифорния) — американский гребец, выступавший за сборную США по академической гребле в начале 1930-х годов. Чемпион летних Олимпийских игр в Лос-Анджелесе, победитель и призёр многих студенческих регат.

## Биография
Данкан Грегг родился 28 февраля 1910 года в поселении Ламар, штат Колорадо.
Занимался академической греблей во время учёбы в Калифорнийском университете в Беркли, состоял в местной гребной команде «Калифорния Голден Бирс», неоднократно принимал участие в различных студенческих регатах, в частности в восьмёрках в 1932 и 1934 годах дважды выигрывал чемпионат Межуниверситетской гребной ассоциации (IRA). Имея рост 193 см, был самым высоким гребцом в этой университетской восьмёрке.
Наивысшего успеха в гребле на международном уровне добился в сезоне 1932 года, когда, ещё будучи студентом университета, вошёл в основной состав американской национальной сборной и благодаря череде удачных выступлений удостоился права защищать честь страны на домашних летних Олимпийских играх в Лос-Анджелесе. В составе распашного экипажа-восьмёрки с рулевым в финале обошёл всех своих соперников, в том числе на две десятых секунды опередил ближайших преследователей из Италии, и тем самым завоевал золотую олимпийскую медаль.
Окончил университет в 1934 году, получив степень в области гражданского строительства. Впоследствии работал менеджером в компании, занимавшейся производством алюминиевой продукции.
В 1969 году, как и все члены американской олимпийской восьмёрки, за выдающиеся спортивные достижения был введён в Зал славы Национального гребного фонда.
Двое его сыновей и внучка так же учились в Калифорнийском университете в Беркли и тоже стали гребцами национального уровня.
Умер 14 февраля 1989 года в Беркли, штат Калифорния, в возрасте 78 лет.